# Phần tử lớn nhất và phần tử nhỏ nhất
Trong toán học, đặc biệt là trong lý thuyết thứ tự, phần tử lớn nhất (cũng gọi là phần tử tối đại) của tập con {\displaystyle S} của một tập hợp sắp thứ tự một phần là một phần tử của {\displaystyle S} mà lớn hơn mọi phần tử khác trong {\displaystyle S}. Phần tử nhỏ nhất (cũng gọi là phần tử tối tiểu) của {\displaystyle S} là một phần tử nhỏ hơn mọi phần tử khác của S.
g là một phần tử lớn nhất của S nếu
s ≤ g, với mọi s thuộc S và {\displaystyle g\in S}.
Tương tự, g là một phần tử nhỏ nhất của S nếu
{\displaystyle s\geq g}, với mọi s thuộc S và {\displaystyle g\in S}.

## Giá trị lớn nhất và giá trị nhỏ nhất
Xét {\displaystyle f:X\rightarrow \mathbb {R} } là một hàm số. Ta trang bị cho {\displaystyle f(X)} thứ tự cảm sinh từ thứ tự trên {\displaystyle \mathbb {R} }. Thế thì phần tử lớn nhất của {\displaystyle f(X)} được gọi là giá trị lớn nhất của hàm số {\displaystyle f} và phần tử nhỏ nhất của {\displaystyle f(X)} được gọi là giá trị nhỏ nhất của hàm số {\displaystyle f} nếu chúng tồn tại.

### Ví dụ
Hàm số {\displaystyle f(x)=x^{2}} có giá trị nhỏ nhất bằng {\displaystyle 0} và không có giá trị lớn nhất. Hàm số {\displaystyle f(x)=1-x^{2}} có giá trị lớn nhất bằng {\displaystyle 1} và không có giá trị nhỏ nhất. Các hàm số {\displaystyle f(x)=x,f(x)=e^{x}} đều không có cả giá trị lớn nhất lẫn giá trị nhỏ nhất. Lưu ý rằng hàm {\displaystyle e^{x}} là một hàm bị chặn dưới. (Trong tất cả các ví dụ trên, tập xác định {\displaystyle X=\mathbb {R} }).

## Phần tử tối đại và phần tử tối tiểu
Nhìn chung, một phần tử lớn nhất, nếu tồn tại, thì là một phần tử tối đại, và nó là phần tử tối đại duy nhất, nhưng điều ngược lại không đúng: một tập hợp có thể có nhiều phần tử tối đại mà không có phần tử lớn nhất.
Tương tự, một phần tử nhỏ nhất, nếu tồn tại, thì là phần tử tối tiểu duy nhất.